# Allemande

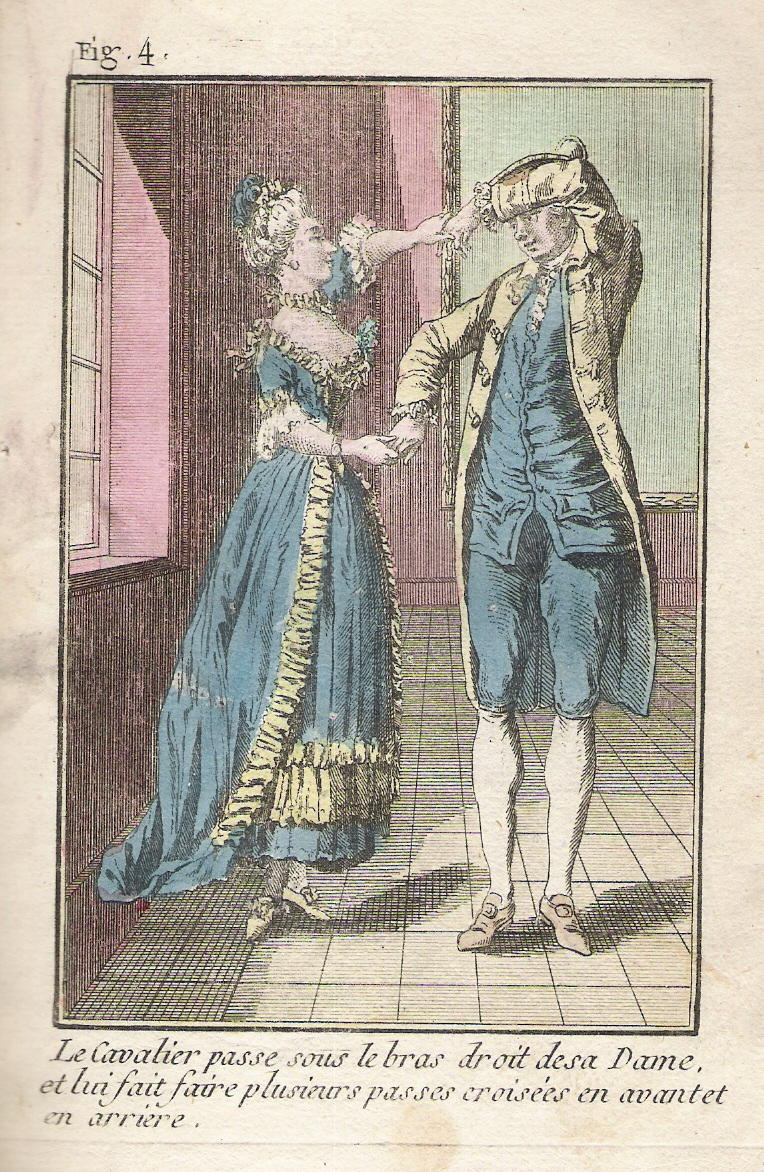
Allemande.

Allemande (hay Allemanda, Almain(e) hoặc Alman(d)) là một trong những hình thức khiêu vũ phổ biến vào thế kỉ 16 ở Đức.

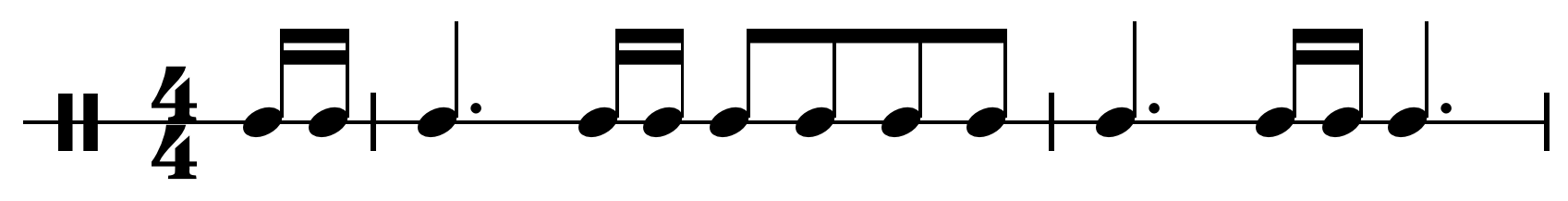
Nhịp allemande.